# یم‌خزندگان
یَم‌خزندگان (نام علمی: Thalattosauria) نام یک راسته از فراراسته خزنده‌بالگان است. یم در فارسی به معنی دریا است.